# MexicanaClick
MexicanaClick, precedentemente Click Mexicana, era l'operatore regionale di Mexicana, che serviva la maggior parte delle rotte nazionali di Mexicana tra più di 25 città messicane. Era stata fondata come vettore a basso costo, ma cambiò il suo mercato passando alla tratta delle rotte regionali dopo l'acquisizione da parte di Mexicana. La sua base principale era l'Aeroporto Internazionale di Città del Messico.

## Storia
La compagnia aerea era stata fondata nel 1975 iniziando ad operare il 12 luglio 1975 come Aerocaribe. Inizialmente costituita da investitori privati dello Yucatán, di seguito è stata acquistata dalla Corporación Mexicana de Aviación il 23 agosto 1990. Operava dei voli regionali sotto lo stendardo Mexicana Inter servendosi di velivoli quali i Fairchild FH-227 e i Douglas DC-9-30 (a gennaio 2005). Mexicana decise di trasferire la sua flotta di Fokker 100 ad Aerocaribe e di cambiare nome al vettore aereo come Click Mexicana, iniziando le operazioni nel luglio 2005. Alcuni voli precedentemente operati da Mexicana de Aviación, come Ciudad del Carmen, Cozumel e Saltillo, sono stati passati a Click Mexicana. Nel dicembre 2005 il gruppo Mexicana, incluso Click Mexicana, è stato riprivatizzato e venduto dal governo messicano al Grupo Posadas, una catena alberghiera.
Come parte di una ristrutturazione di Mexicana nel 2008, è stato annunciato che Click avrebbe smesso di essere una compagnia aerea a basso costo separata e avrebbe iniziato a servire destinazioni nazionali in Messico come vettore regionale con il nome di MexicanaClick. La nuova compagnia aerea incorporò nella propria flotta di aerei i Boeing 717, aggiungendo la classe Business.
Click, insieme alla sua società madre, cessò ogni attività il 28 agosto 2010, dopo aver dichiarato bancarotta all'inizio del mese. Mexicana e le sue filiali avevano smesso di vendere i biglietti tre settimane prima della chiusura.

## Flotta
La flotta di MexicanaClick era composta dai seguenti aeromobili (al 15 marzo 2010):
La compagnia aerea annunciò, nel febbraio 2009, che avrebbe sostituito la sua flotta di 8 Fokker 100 (da 100 posti) con 25 Boeing 717-200 (da 104 posti) della Midwest Airlines, a partire dal 2009, con 7 velivoli, per un totale di 16 apparecchi alla chiusura della compagnia.
L'11 marzo 2009, l'età media della flotta di MexicanaClick era di 13,3 anni.

## Cabina passeggeri
I sedili dell'intera flotta erano realizzati in pelle arancione e grigia. Per abbinarsi agli interni c'erano anche tende arancioni e il simbolo "Click" nella parte anteriore della cabina simile a quello della casa madre Mexicana.

## Incidenti
L'11 febbraio 2010, un Fokker 100 di MexicanaClick è atterrato all'aeroporto di Monterrey con il carrello ancora alzato dopo la segnalazione da parte dei piloti di un malfunzionamento. L'aereo era diretto a Nuevo Laredo, ma è stato dirottato a Monterrey data la sua pista più lunga e le migliori capacità di risposta alle emergenze. Nessuna delle 96 persone a bordo è rimasta ferita.